# Amt Dielingen-Wehdem
Das Amt Dielingen-Wehdem war ein Amt im Kreis Lübbecke in Nordrhein-Westfalen mit Sitz in Dielingen. Durch das Bielefeld-Gesetz wurde das Amt zum 31. Dezember 1972 aufgelöst. Rechtsnachfolgerin des Amtes ist die Gemeinde Stemwede im Kreis Minden-Lübbecke.

## Geographie
Das Amt lag am Südhang des Stemweder Berges, grenzte im Norden und Westen an das Land Niedersachsen und war landwirtschaftlich geprägt.

## Geschichte
Das Gebiet des späteren Amtes Dielingen-Wehdem entsprach bis 1807 im Wesentlichen dem der Vogtei Stemwederberg im Amt Rahden (Fürstentum Minden) des Fürstentums Minden. Von 1807 bis 1810 gehörte das Gebiet zum Kanton Levern im napoleonischen Satellitenstaat Königreich Westphalen. Nach der Annexion großer Teile Norddeutschlands durch Napoleon Bonaparte fiel von 1811 bis 1813 das gesamte Gebiet an das Kaiserreich Frankreich und gehörte dort zum Kanton Levern im Arrondissement Minden des Departements der Oberen Ems. Gemäß der in Frankreich üblichen Verwaltungsstruktur wurde nun Mairien (Bürgermeistereien) eingerichtet; darunter die beiden Mairien Dielingen und Wehdem, die im Umfang den historischen Kirchspielen Dielingen und Wehdem entsprachen.
Nach der napoleonischen Niederlage fiel ganz Minden-Ravensberg 1813 zurück an Preußen. Bei der Kreiseinteilung der neuen Provinz Westfalen im Jahr 1816 kamen die Mairien Deielingen und Wehdem zum neuen Kreis Rahden und bildete zwei seiner Verwaltungsbezirke. Der Kreis Rahden hieß ab 1832 Kreis Lübbecke.
Bei der Einführung der westfälischen Landgemeinde-Ordnung von 1841 wurde 1843 im Kreis Lübbecke aus den beiden Verwaltungsbezirken Dielingen und Wehdem die beiden Ämter Dielingen und Wehdem gebildet. Das Amt Dielingen umfasste die vier Landgemeinden Arrenkamp, Dielingen, Drohne und Haldem sowie den Gutsbezirk Haldem, während das Amt Wehdem die vier Landgemeinden Oppendorf, Oppenwehe, Wehdem und Westrup umfasste.
Die beiden Ämter wurden von Anfang an in Personalunion vom Dielinger Amtmann verwaltet. Bei einer Ost-West-Ausdehnung von über 20 Kilometern war zur damaligen Zeit die Amtsverwaltung in Dielingen von den Bürgern in Oppendorf und Oppenwehe nur schwer zu erreichen. Telefon stand damals nicht zur Verfügung. 
Der Gutsbezirk Haldem wurde 1928 aufgelöst und in die Gemeinde Haldem eingegliedert. Am 1. April 1936 wurden die beide Ämter Dielingen und Wehdem, die bis dahin schon meistens als ein gemeinsames Amt angesehen wurden, auch amtlich zum Amt Dielingen-Wehdem mit Sitz in Dielingen zusammengeschlossen.
Das Amt Dielingen-Wehdem umfasste damit acht Gemeinden:
- Arrenkamp
- Dielingen
- Drohne
- Haldem
- Oppendorf
- Oppenwehe
- Wehdem
- Westrup

Durch das Bielefeld-Gesetz wurde das Amt Dielingen-Wehdem zum 31. Dezember 1972 aufgelöst. Seine Gemeinden bildeten zusammen mit den Gemeinden des gleichzeitig aufgelösten Amtes Levern die neue Gemeinde Stemwede im Kreis Minden-Lübbecke.

## Einwohnerentwicklung
| Gemeinde             | 1843 | 1871 | 1910 | 1939 | 1950 | 1961 | 1972  | Fläche     | Ew./km² |
| -------------------- | ---- | ---- | ---- | ---- | ---- | ---- | ----- | ---------- | ------- |
| Arrenkamp            | 390  | 404  | 361  | 383  | 458  | 370  | 342   | 5,52 km²   | 62      |
| Dielingen            | 1092 | 1095 | 949  | 1012 | 1409 | 1565 | 1956  | 8,00 km²   | 244     |
| Drohne               | 390  | 629  | 582  | 584  | 777  | 640  | 579   | 11,08 km²  | 52      |
| Haldem 1)            | 1448 | 1365 | 1262 | 1190 | 1719 | 1531 | 1662  | 18,91 km²  | 88      |
| Amt Dielingen        | 3320 | 3493 | 3154 |      |      |      |       |            |         |
| Oppendorf            | 962  | 900  | 865  | 846  | 1135 | 972  | 1.044 | 17,19 km²  | 61      |
| Oppenwehe            | 1012 | 1175 | 1304 | 1640 | 1900 | 1813 | 2.173 | 30,05 km²  | 72      |
| Wehdem               | 1618 | 1310 | 1030 | 927  | 1302 | 1139 | 1260  | 12,98 km²  | 97      |
| Westrup              | 674  | 549  | 640  | 642  | 828  | 714  | 731   | 6,26 km²   | 132     |
| Amt Wehdem           | 4266 | 3934 | 3839 |      |      |      |       |            |         |
| Amt Dielingen-Wehdem | 7586 | 7427 | 6993 | 7224 | 9528 | 8744 | 9747  | 109,99 km² | 89      |

Quellen: